# Jules Alart
Jules Alart (né le 2 juillet 1876 à Vinça, mort le 1er juin 1965 à Perpignan) est un banquier français.
Issu d'une famille aisée de commerçants de Vinça, dans les Pyrénées-Orientales, il suit des études de commerce à Paris, puis revient dans sa région d'origine travailler dans le commerce du vin. Républicain, il participe à la création et au développement du système bancaire mutualiste dans le département, au Crédit agricole puis de la Banque populaire.